# جوزيب توماسيفيتش
جوزيب توماسيفيتش هو لاعب كرة قدم كرواتي في مركز الدفاع، ولد في 26 سبتمبر 1993 في فيروفيتيكا في كرواتيا. لعب مع HNK Cibalia ‏.

## وصلات خارجية
- جوزيب توماسيفيتش على موقع اتحاد كرواتيا (الكرواتية)
- جوزيب توماسيفيتش على موقع قاعدة بيانات كرة القدم.إي يو (الإنجليزية)
- جوزيب توماسيفيتش على موقع Soccerway.com (الإنجليزية)
- جوزيب توماسيفيتش على موقع عالم كرة القدم.نت (الإنجليزية)